# Malenovice
Malenovice (in polacco Malenowice, in tedesco Malenowitz) è un comune della Repubblica Ceca facente parte del distretto di Frýdek-Místek, nella regione della Moravia-Slesia.